# Програма Фулбрайта

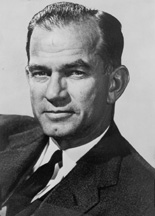
Джеймс Вільям Фулбрайт

Програма імені Фулбрайта — програма наукових обмінів Сполучених Штатів Америки, спонсорується Державним департаментом та посідає чільне місце у системі міжнародної освіти. Засаднича ідея програми — взаємодія та взаєморозуміння; ґрунтується на пізнанні та повазі до розмаїтого світу. Діє з 1946 року. Існує в понад 160 країнах світу.
За час існування Програми в Україні понад 1100 українців навчались, стажувалися, проводили дослідження у США; більше 750 американців викладали в українських закладах вищої освіти й займались науковою працею.
Директор Програми імені Фулбрайта в Україні — Джесіка Зихович; Голова Правління асоціації випускників Програми — благодійної організації «Українське Фулбрайтівське коло» — Наталія Мусієнко.
Стипендії для кандидатів та докторів наук, дослідників та аспірантів напередодні захисту
Fulbright Scholar Program: Програма передбачає проведення досліджень в університетах США тривалістю від трьох до дев'яти місяців. У конкурсі можуть брати участь кандидати та доктори наук; діячі культури, фахівці бібліотекарської справи, журналісти та юристи; дослідники без наукового ступеня з досвідом роботи не менше семи років; аспіранти напередодні захисту, які отримають науковий ступінь до початку гранту.
Кінцевий термін подання заявок — 15 жовтня
Стипендії для молодих викладачів та дослідників
Fulbright Research and Development Program: Проведення досліджень в університетах США впродовж одного академічного року. У конкурсі можуть брати участь особи віком до 45 років з дворічним професійним досвідом: викладачі; аспіранти та дослідники, які ще не мають наукового ступеня; кандидати наук (не пізніше 5-ти років після захисту); адміністратори закладів вищої освіти; співробітники науково-дослідних установ; журналісти; фахівці з бібліотечної, музейної та архівної справи; спеціалісти у сфері управління культурою; працівники громадських організацій (НДО).
Кінцевий термін подання заявок — 1 листопада
Стипендії для студентів старших курсів та випускників ВНЗ
Fulbright Graduate Student Program: Навчання в американських університетах від одного до двох років на здобуття ступеня магістра. У конкурсі можуть брати участь студенти старших курсів та випускники ЗВО. Кандидати повинні мати щонайменше диплом бакалавра на час призначення стипендії.
Кінцевий термін подання заявок — 16 травня
Стажування з викладання української мови
Fulbright Foreign Language Teaching Assistant (FLTA) Program (асистенція американським викладачам) в університетах/коледжах США тривалістю дев'ять місяців. У конкурсі можуть брати участь викладачі-початківці та молоді фахівці, які спеціалізуються з лінгвістики, української літератури, перекладацьких студій, комунікацій, журналістики, американських студій, викладання англійської мови. Кандидати повинні мати щонайменше диплом бакалавра на час призначення стипендії.
Кінцевий термін подання заявок — 30 червня

## Відомі стипендіати
- Юрій Андрухович
- В'ячеслав Брюховецький
- Тамара Гундорова
- Оксана Забужко
- Олександр Ірванець
- Сергій Квіт